# 마왕 (가곡)
〈마왕 작품번호 1, D.328〉(魔王, 독일어: Erlkönig)은 프란츠 슈베르트가 1815년 경에 작곡한 가곡이다. 요한 볼프강 폰 괴테의 동명의 시에 피아노 곡을 붙인 것으로, 작품 번호는 1번이다. 슈베르트가 1815년 영감을 받고 하루만에 작곡한 이 곡은 네 번 수정해 1821년 발표되었고 그 해 3월 7일 빈의 케른트너토어 극장에서 초연되었다.

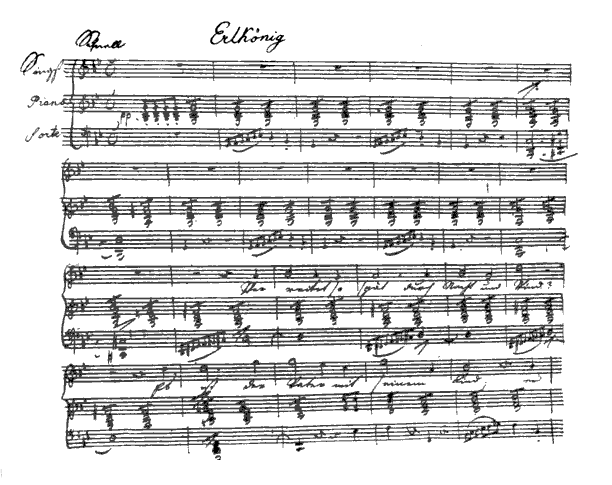
슈베르트의 마왕 자필 악보. 세 번째 수정본.

4분의 4박자, 사단조이고 변형된 론도 형식이다. 솔로로 교활한 마왕이 말하는 장면, 집으로 서둘러 돌아오는 아버지, 공포에 떠는 아들, 그리고 해설자로 역이 나뉜다.
마왕의 목소리 부분은 처음은 나란한 조 내림 나장조(B flat 장조), 두 번째는 다장조(C장조), 세 번째는 다단조(C단조)의 나폴리조(나폴리의 6화음)인 내림 라장조로 부르다가, 서서히 음이 올라가며 긴장감을 높인다. 또한, 아이의 목소리 부분에서 피아노와 목소리 부분이 라단조로 되어 있는 것과 같이 혁신적인 부분도 있다. 마지막 부분에 이르렀을 때 As음이 갑자기 등장한다(나폴리의 6화음). 이 종결부는 레치타티보와 같이 되어 있어 매우 인상적이다.
리스트가 편곡한 피아노 독주곡과 하인리히 빌헬름 에른스트의 바이올린 독주곡, 베를리오즈의 관현악곡도 있다.

## 가사
가사는 괴테의 동명의 시에서 따왔다.
Wer reitet so spät durch Nacht und Wind?

Es ist der Vater mit seinem Kind;

Er hat den Knaben wohl in dem Arm,

Er fasst ihn sicher, er hält ihn warm.

Mein Sohn, was birgst du so bang dein Gesicht? –

Siehst, Vater, du den Erlkönig nicht?

Den Erlenkönig mit Kron’ und Schweif? –

Mein Sohn, es ist ein Nebelstreif. –

„Du liebes Kind, komm, geh mit mir!

Gar schöne Spiele spiel’ ich mit dir;

Manch’ bunte Blumen sind an dem Strand,

Meine Mutter hat manch gülden Gewand.“ –

Mein Vater, mein Vater, und hörest du nicht,

Was Erlenkönig mir leise verspricht? –

Sei ruhig, bleibe ruhig, mein Kind;

In dürren Blättern säuselt der Wind. –

„Willst, feiner Knabe, du mit mir gehn?

Meine Töchter sollen dich warten schön;

Meine Töchter führen den nächtlichen Reihn

Und wiegen und tanzen und singen dich ein.“ –

Mein Vater, mein Vater, und siehst du nicht dort

Erlkönigs Töchter am düstern Ort? –

Mein Sohn, mein Sohn, ich seh’ es genau:

Es scheinen die alten Weiden so grau. –

„Ich liebe dich, mich reizt deine schöne Gestalt;

Und bist du nicht willig, so brauch’ ich Gewalt.“ –

Mein Vater, mein Vater, jetzt faßt er mich an!

Erlkönig hat mir ein Leids getan! –

Dem Vater grauset’s; er reitet geschwind,

Er hält in Armen das ächzende Kind,

Erreicht den Hof mit Mühe und Not;

In seinen Armen das Kind war tot.
바람부는 이 늦은 밤에 누가 말을 달리는가?

그건 아이를 안은 아버지.

그 팔로 아들을 꼭 잡아,

품에 안전하게, 따뜻하게 안았네

"아가, 네 얼굴에 근심이 숨겨져 있구나."

"아버지, 아버지에게는 마왕이 안 보여요?

왕관을 쓴, 긴 옷자락을 날리는 마왕이 안 보여요?"

"아가, 그건 그저 안개의 한 자락일 뿐이라다."

"얘야, 나랑 함께 가자꾸나!

가서 아주 재미난 놀이를 함께 하자꾸나!

너무나 아름다운 꽃들이 해변에 피어 있단다

나의 어머니는 너에게 줄 예쁜 황금빛 옷도 있단다"

"아버지, 아버지, 들리지 않아요?

저 마왕이 내게 속삭이는 소리가 들리지 않아요?"

"쉬어라 아가야, 조용히 쉬어.

그건 그저 바람에 나뭇잎이 흔들리는 소리란다."

"얘야, 나와 함께 가자꾸나."

예쁜 내 딸들도 너를 기다리고 있단다.

너와 함께 밤 강가로 갈거야.

너를 위해 함께 춤추고 노래도 불러 줄 것이란다."

"아버지 아버지, 저기에 안보여요?

마왕의 딸이 서있는 것이 안보여요??"

"아가 우리 아가, 보인다, 아주 잘 보여.

그러나 그건 그저 시든 버들가지일 뿐이란다."

"얘야, 난 널 사랑한다.  네 아름다운 모습이 날 흥분시키는 구나.

네가 나와 함께 가기를 원치 않는다면 난 폭력을 써야만 해."

"아버지 아버지, 마왕이 나를 만져요!

마왕이 나를 아프게 해요!"

온 몸에 퍼지는 무서움을 쓸아내리며 아버지는 더욱 빨리 말을 몬다.

아파서 신음하는 아이를 팔에 꼭 안고서. 있는 힘을 다해. 간절한 마음으로.

전속력으로 급하게 말을 몰아 마침내 의사의 집 앞에 닿는다.

그러나 아버지의 팔에 아이가 죽어있다.